# Chapelle d'Étricor
La chapelle d'Étricor (Stricto Cornu), placée sous le patronage de Notre-Dame et de saint Pardoux, est une chapelle située en Charente à Étagnac. C'est la chapelle d'un prieuré aujourd'hui disparu de l'ordre de Grandmont (fondé par saint Étienne de Muret) et la plus ancienne des églises grandmontaines parvenues jusqu'à nous. Il ne subsiste rien des bâtiments monastiques.

## Histoire
Autrefois Étagnac faisait partie du diocèse de Limoges ; la paroisse dépend depuis 1790 du diocèse d'Angoulême. La « celle » (du latin cella, maison monastique) a été fondée en 1148 (ou 1157, ou 1187 selon les sources), grâce aux princes de Chabanais. 
Lorsque Jean XXII réforme l'ordre en 1317, il regroupe toutes les maisons en trente-neuf prieurés dont les « celles » ne sont plus que des exploitations agricoles rapportant des bénéfices aux prieurés. Étricor est ainsi unie directement à l'abbaye-mère, l'abbaye de Grandmont où réside l'abbé général, mais elle ne perd pas ses prérogatives. Étricor se voit octroyer de nombreux dons au long des siècles (droits de pêche, moulins, terres, borderies, etc.) À la fin du XVIe siècle, les bâtiments monastiques sont presque tous détruits, et l'abbaye-mère intente des procès pour qu'un seigneur huguenot, qui s'en appropriait les revenus, quitte les lieux et en expulse les tenanciers.
Au début du XVIIIe siècle, les lieux subsistants sont restaurés et Étricor est habité par deux ménages d’exploitants ; le premier exploite 32 hectares et le second un peu plus de 24 hectares, la moitié en terres cultivables, le reste en pacage et landes. Le domaine rapporte 700 livres annuelles à l’abbaye de Grandmont au début du siècle et 800 livres en 1745. En 1772, l'ordre de Grandmont est supprimé par la commission des réguliers, les bénéfices sont attribués à l'évêché de Limoges dont l'évêque, Mgr du Plessis d'Argentré, était criblé de dettes à cause de ses dépenses somptuaires. 
Étricor est vendu à la Révolution comme bien national. Elle est rendue au culte en 1886. La dernière famille propriétaire a vendu la prairie et la chapelle en 2001 à la commune d'Étagnac. C'est donc elle qui gère et entretient ce bien avec l'aide de l'association des amis d'Étricor.
La chapelle ainsi que le sol de sa parcelle sont inscrits au titre des monuments historiques  par arrêté du 29 septembre 1987.

## Description
La chapelle, orientée et construite d'un appareil de granit, se trouve dans une grande prairie au bord de la Vienne, sur la rive droite, presque parallèle à la rivière. Sa nef unique mesure 7 mètres de hauteur, 17,20 mètres de longueur, prolongée par un sanctuaire de 4,50 mètres, et 5,37 mètres de largeur (5,93 mètres pour le sanctuaire). Le portail des fidèles au nord présente trois voussures en arc brisé. La façade occidentale est éclairée par une petite fenêtre romane en hauteur. L'église est voûtée en berceau brisé marqué à sa base par un quart de rond. L'abside semi-circulaire en cul-de-four abritant le sanctuaire est légèrement plus large que la nef à partir du quatrième contrefort. Elle est éclairée par un triplet de fenêtres romanes vitrées, de plein cintre, fortement ébrasées (1,80 m x 0,40 m). Deux contreforts encadrent le triplet. Les murs de côté sont aveugles, comme d'usage chez les grandmontains afin de laisser pénétrer la lumière de Dieu du levant au couchant. La porte du sud en arc brisé qui servait aux moines et qui donnait sur le cloître disparu a été murée ; elle abrite désormais une petite statue en pierre de saint Pardoux du XIVe siècle, saint très vénéré par les paysans d'autrefois. Un pèlerinage y a toujours lieu de nos jours en octobre.